# Promachus trichozonus
Promachus trichozonus är en tvåvingeart som beskrevs av Friedrich Hermann Loew 1858. Promachus trichozonus ingår i släktet Promachus och familjen rovflugor. Inga underarter finns listade i Catalogue of Life.